# ISO 3166-2:MH
ISO 3166-2:MH is een ISO-standaard met betrekking tot de zogenaamde geocodes. Het is een subset van de ISO 3166-2 tabel, die specifiek betrekking heeft op de Marshalleilanden.
De gegevens werden tot op 15 februari 2019 geüpdatet op het ISO Online Browsing Platform (OBP). Hier worden 2 eilandenketens - chain (of islands) (en) / chaîne d’îles (fr) – en 24 gemeenten - municipality (en) / municipalité (fr) / jukjuk (mh) - gedefinieerd.
Volgens de eerste set, ISO 3166-1, staat MH voor de Marshalleilanden, het tweede gedeelte is een één- (voor de eilandenketens) of drieletterige code (voor de gemeentes).

## Codes
| Code   | Naam Marshallees  | Naam Engels        | Categorie     | Deel van |
| ------ | ----------------- | ------------------ | ------------- | -------- |
| MH-L   | Ralik chain       | Ralik chain        | eilandenketen |          |
| MH-ALL | Aelōn̄ḷapḷap       | Ailinglaplap       | gemeente      | MH-L     |
| MH-ENI | Ānewetak & Wūjlan̄ | Enewetak & Ujelang | gemeente      | MH-L     |
| MH-LIB | Ellep             | Lib                | gemeente      | MH-L     |
| MH-EBO | Epoon             | Ebon               | gemeente      | MH-L     |
| MH-JAL | Jālwōj            | Jaluit             | gemeente      | MH-L     |
| MH-JAB | Jebat             | Jabat              | gemeente      | MH-L     |
| MH-KWA | Kuwajleen         | Kwajalein          | gemeente      | MH-L     |
| MH-LAE | Lae               | Lae                | gemeente      | MH-L     |
| MH-NMK | Naṃdik            | Namdrik            | gemeente      | MH-L     |
| MH-NMU | Naṃo              | Namu               | gemeente      | MH-L     |
| MH-KIL | Pikinni & Kōle    | Bikini & Kili      | gemeente      | MH-L     |
| MH-RON | Ron̄ḷap            | Rongelap           | gemeente      | MH-L     |
| MH-UJA | Ujae              | Ujae               | gemeente      | MH-L     |
| MH-WTH | Wōtto             | Wotho              | gemeente      | MH-L     |
| MH-T   | Ratak chain       | Ratak chain        | eilandenketen |          |
| MH-ALK | Aelok             | Ailuk              | gemeente      | MH-T     |
| MH-ARN | Arṇo              | Arno               | gemeente      | MH-T     |
| MH-AUR | Aur               | Aur                | gemeente      | MH-T     |
| MH-LIK | Likiep            | Likiep             | gemeente      | MH-T     |
| MH-MEJ | Mājej             | Mejit              | gemeente      | MH-T     |
| MH-MAJ | Mājro             | Majuro             | gemeente      | MH-T     |
| MH-MAL | Ṃaḷoeḷap          | Maloelap           | gemeente      | MH-T     |
| MH-MIL | Mile              | Mili               | gemeente      | MH-T     |
| MH-UTI | Utrōk             | Utrik              | gemeente      | MH-T     |
| MH-WTJ | Wōjjā             | Wotje              | gemeente      | MH-T     |